# Tetracis hirsutaria
Tetracis hirsutaria là một loài bướm đêm thuộc họ Geometridae. Nó được tìm thấy ở California và cực nam Nevada.
Chiều dài cánh trước 17–23 mm. Con trưởng thành bay từ đầu tháng 10 đến tháng 11.
Ấu trùng ăn Ceanothus (bao gồm Ceanothus cuneatus), Cercocarpus, (bao gồm Cercocarpus betuloides), Prunus emarginata và Ribes malvaceum.